# Elda (kommunhuvudort)
Elda är en kommunhuvudort i Spanien.   Den ligger i provinsen Provincia de Alicante och regionen Valencia, i den sydöstra delen av landet, 300 km sydost om huvudstaden Madrid. Elda ligger 412 meter över havet och antalet invånare är 55 168.
Terrängen runt Elda är huvudsakligen kuperad, men den allra närmaste omgivningen är platt.Runt Elda är det ganska tätbefolkat, med 192 invånare per kvadratkilometer. Elda är det största samhället i trakten. Omgivningarna runt Elda är i huvudsak ett öppet busklandskap.